# Liraglutida
La liraglutida es un medicamento creado mediante tecnología de ADN recombinante en el Saccharomyces cerevisiae que se utiliza para el tratamiento de la diabetes mellitus tipo 2 y de la obesidad. Es un análogo de las incretinas o incretino-mimético, por lo que actúa de la misma forma que las incretinas naturales que son liberadas por las células del intestino en respuesta a la ingesta de alimentos. Pertenece al grupo farmacológico de los análogos del péptido similar al glucagón tipo 1 (GLP-1).

## Historia

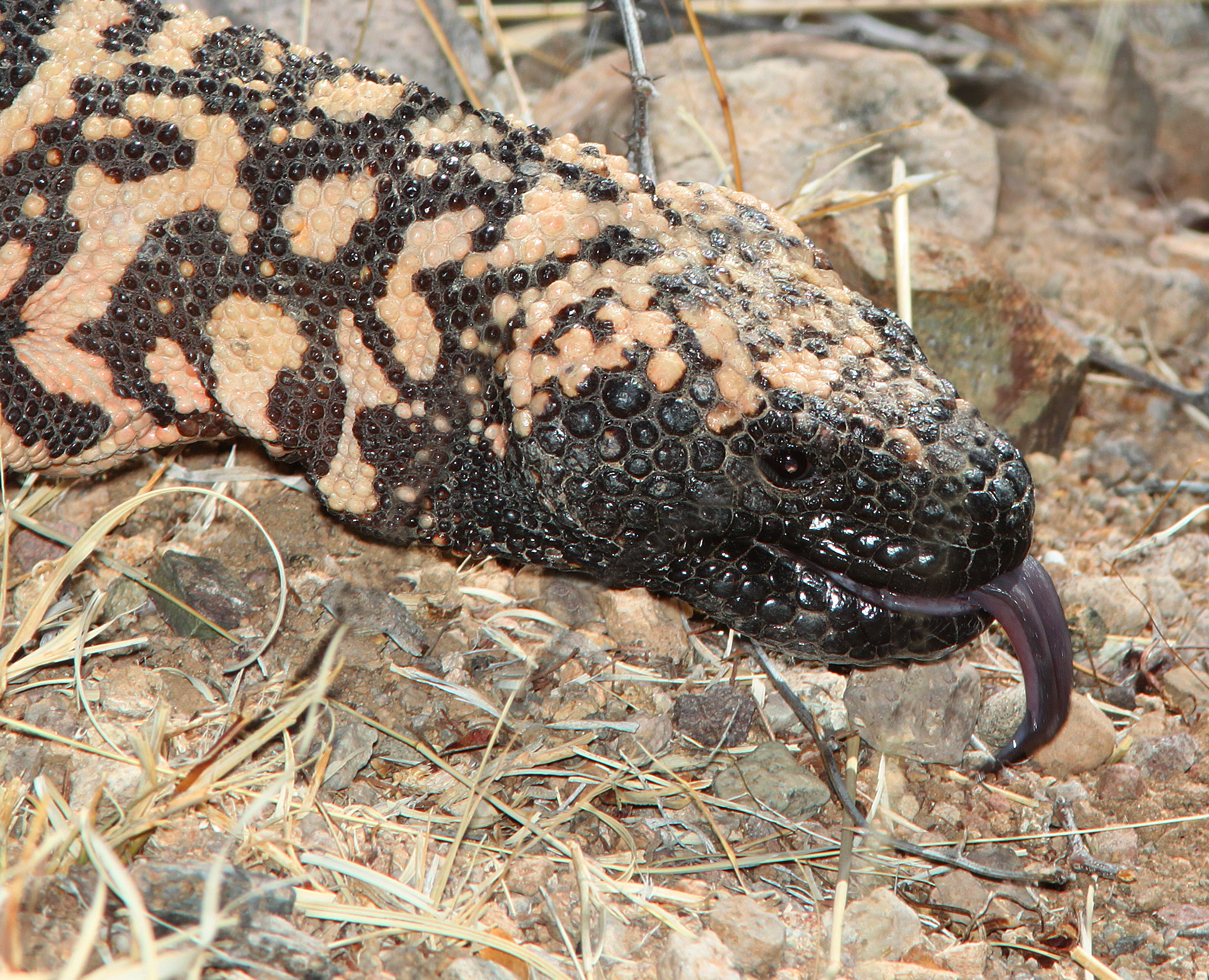
Heloderma suspectum - Monstruo de Gila

En la búsqueda de prolongar la vida media del péptido similar al glucagón tipo 1 (GLP-1)  investigadores de la Universidad de Utah liderados por el Dr. John Eng inician investigaciones en el monstruo de Gila, un lagarto carnívoro que posee una fisiología especializada en conservar energía. En la década de 1990 descubrieron el péptido exendina-4 en la saliva del monstruo y realizaron investigaciones sobre sus propiedades y potencial terapéutico evidenciando que presenta un aumento en la vida media intravenosa de hasta 30 minutos en comparación con el GLP-1.
Posteriormente Amylin pharmaceuticals adquirió los derechos de la exendina-4 y continuó su desarrollo. La compañía realizó estudios clínicos y llevó a cabo modificaciones adicionales en la estructura química utilizado una derivación de ácidos grasos. De esta manera se protegía el péptido de la degradación por la enzima dipeptidil dipetidasa 4 (DPP- 4) y su filtración renal.
Los agonistas del receptor GLP-1 fueron aprobados por primera vez en el año 2005 y entre los múltiples péptidos creados homólogos del GLP-1, la Liraglutida se seleccionó como fármaco siendo el segundo de la familia de incretininomiméticos por tener mejores propiedades, protección parcial contra la degradación de DPP-IV y una alta afinidad con el receptor.
En el año 2010 la liraglutida fue aprobada por la FDA para el tratamiento de la diabetes tipo 2 y en el año 2014 también fue aprobada para el tratamiento de la obesidad.

## Descripción

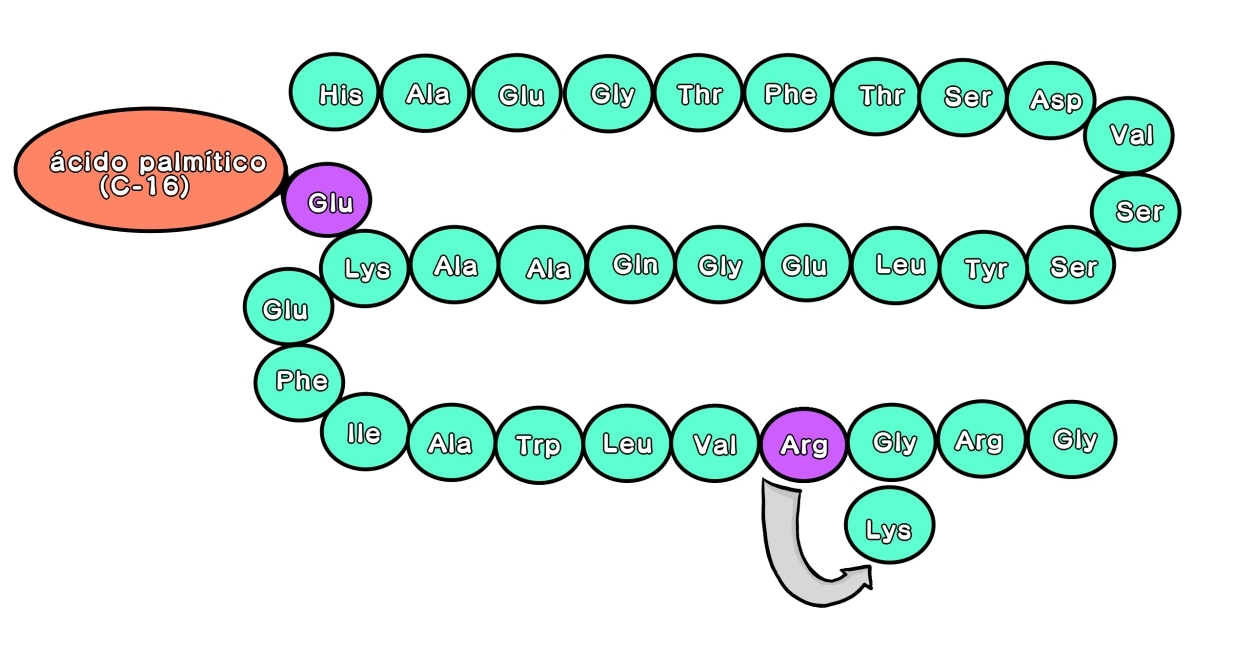
Estructura aminoacidica de liraglutida

Liraglutida se crea mediante la modificación de la estructura del péptido GLP-1 y presenta un ~97-98% de homología con la GLP-1 humana. En la síntesis, se reemplazó la arginina en la posición 34 con una lisina, y se agregó una cadena de ácido palmítico (C-16) al residuo de lisina en la posición 26 a través de un puente de ácido glutámico. Estos cambios estructurales se realizaron con el objetivo de aumentar la estabilidad y prolongar la duración de acción en el organismo.
La liraglutida ejerce sus principales acciones a través de la estimulación de los receptores de GLP-1 en el páncreas. Al hacerlo, promueve la liberación de insulina en respuesta a los niveles elevados de glucosa en sangre y disminuye la secreción de glucagón, lo que contribuye a reducir la hiperglucemia y a mantener un equilibrio glucémico adecuado.
Además de su efecto sobre la glucemia, la liraglutida también puede promover la pérdida de peso, ya que retrasa el vaciamiento gástrico, reduce el apetito y aumenta la sensación de saciedad, por lo que es prescrita en el tratamiento de la obesidad.  

## Farmacocinética

### Absorción
No se absorbe por vía oral. Tras la administración por vía subcutánea se alcanzan concentraciones máximas entre las 8-12 horas. 
La concentración máxima estimada de liraglutida fue de 9,4 nmol/l para una única dosis subcutánea de 0,6 mg. Con dosis de 1,8 mg de liraglutida, la media de la concentración en equilibrio de liraglutida alcanza aproximadamente los 34 nmol/l.

### Distribución
El receptor específico de liraglutida en la barrera hematoencefálica aún no se ha identificado claramente. La liraglutida llega a sitios en los cuales no hay barrera hematoencefálica. Al atravesar la eminencia media llega al núcleo arcuato en donde aumenta la saciedad.
El volumen de distribución es de 20–25 litros para una persona que pesa unos 100 kg. Liraglutida se une a >98% a proteínas plasmáticas.

### Metabolismo y metabolitos
Se metaboliza por degradación enzimática,al igual que la incretina GLP-1. La degradación es mediada por la dipeptidil peptidasa-4 (DPP-4), principalmente se da en riñón e intestino, ya que son los lugares donde se encuentra la enzima en mayor proporción.
La DPP-4 inactiva los péptidos que contienen alanina o prolina en la posición N-terminal. La liraglutida contiene una prolina en la posición N-terminal, lo que la hace susceptible a la acción de la enzima; esta hidroliza el medicamento en péptidos más pequeños facilitando su excreción.

### Excreción
Sólo se encontraron metabolitos relacionados con la liraglutida en orina 6% y heces 5%. La vida media de eliminación es aproximadamente de 13 horas.

## Farmacodinámica

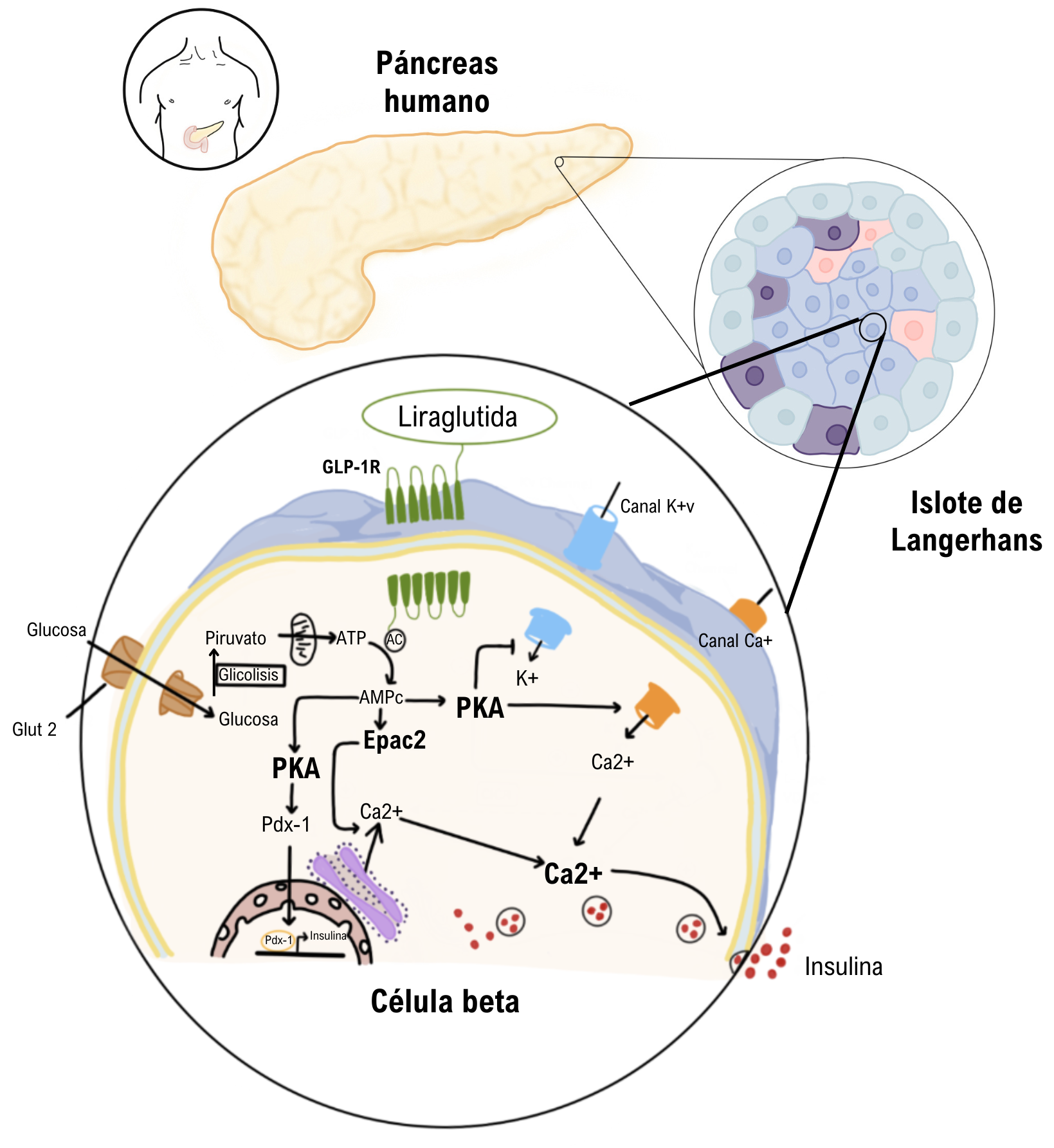
Mecanismo de acción celular de liraglutida en el páncreas

### Mecanismo de Acción

#### Mecanismo de acción en diabetes
La liraglutida se une al receptor de GLP 1 (GLP-1R) ubicado en las células beta pancreáticas. Este receptor es metabotrópico y asociado a la proteína PKA, la cual genera cascadas intracelulares que llevarán a 2 eventos principales: El primero, es inhibir el canal de potasio provocando una hiperpolarización celular, además produce un aumento en las concentraciones intracelulares de calcio tras su salida desde el retículo endoplasmático y la activación de sus canales. El segundo, es activar el factor de transcripción Pdx-1, el cual va a inducir la producción de insulina. 
Con lo anterior se estimula la liberación de insulina por parte de las células beta pancreáticas.

#### Mecanismo de acción en obesidad

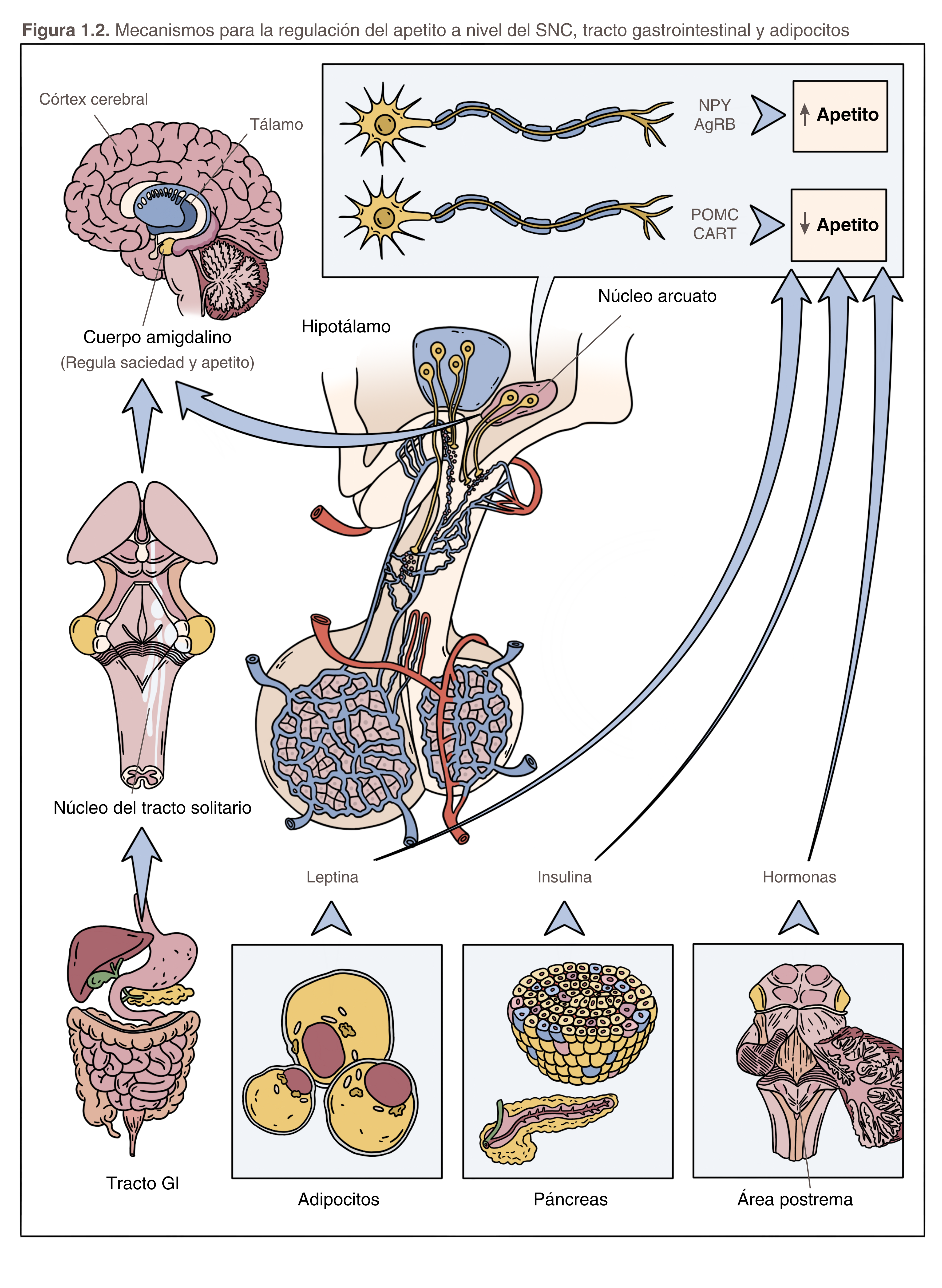
Mecanismo de saciedad liraglutida

En el hipotálamo hay neuronas que producen factores que promueven el apetito (NPY y AgRP) o la saciedad (POMC y CART). Hay otros como la insulina y la leptina que resultan de ingerir alimentos, que tiene como función potencializar esos factores de la saciedad. La liraglutida estimula las neuronas POMC/CART ubicadas en el hipotálamo, estas neuronas son las encargadas de promover la saciedad. 
La liraglutida interviene en dos complejos extrahipotalámicos, los cuales contribuyen en la regulación de la saciedad: El primero es el complejo vagal dorsal del tallo encefálico, conformado por el núcleo del tracto solitario que va a recibir aferencias vagales del sistema gastrointestinal y área postrema, el cual va a detectar señales de hormonas y nutrientes. El segundo es la amígdala, el cual recibe aferencias del núcleo del tracto solitario y del hipotálamo, en donde facilita la  regulación de la saciedad y la sensación de hambre desde un enfoque basado en la recompensa. Todo se regula por la detección de señales gastrointestinales, hormonales y  de nutrientes.

### Efectos farmacológicos

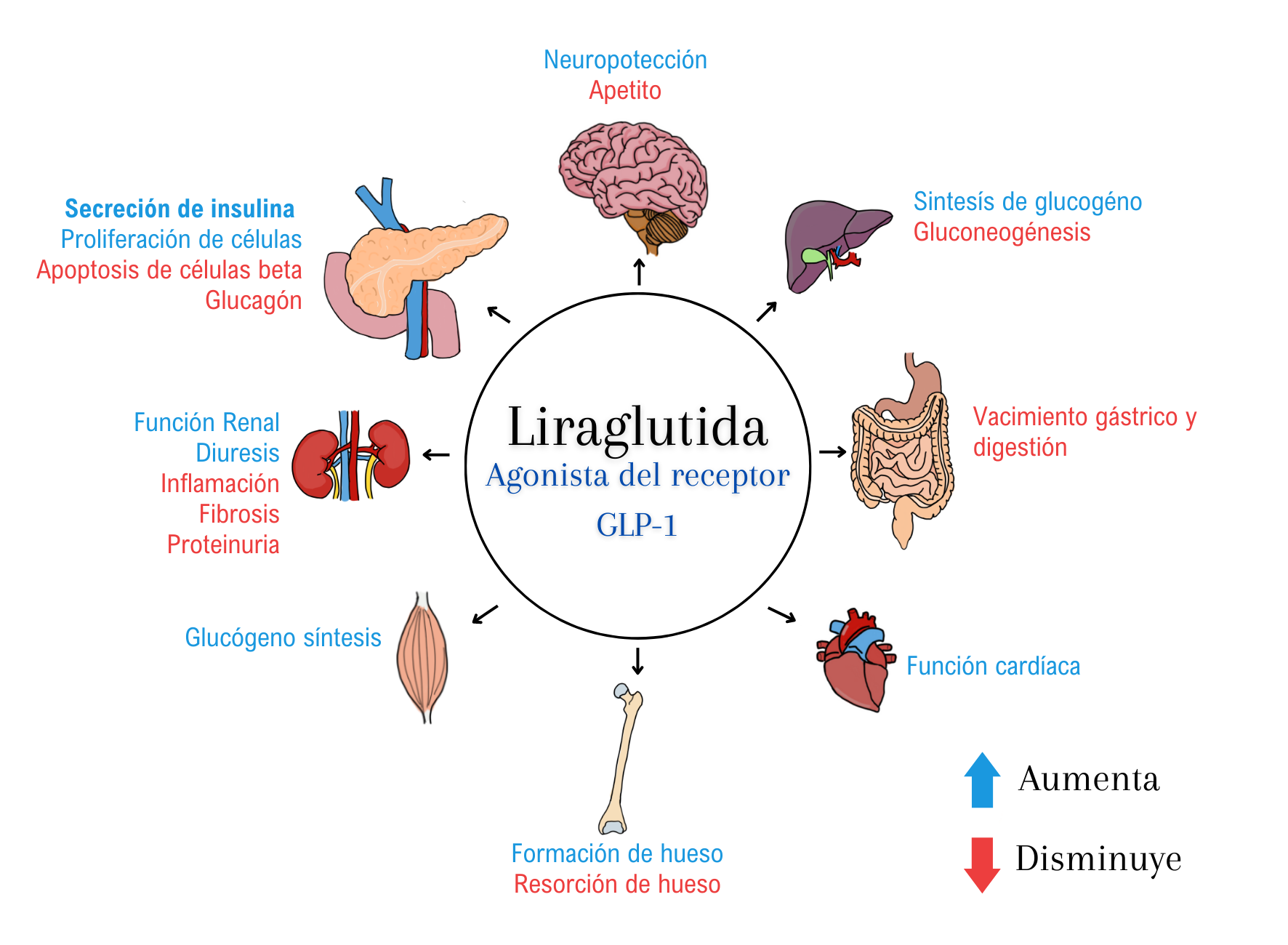
Efectos farmacológicos de la liraglutida a nivel sistémico

Los efectos farmacológicos de la liraglutida son: 
- Estimulación de la liberación de insulina: La liraglutida actúa como un agonista del receptor del péptido similar al glucagón-1 (GLP-1), lo que estimula la liberación de insulina dependiente de glucosa por parte de las células beta del páncreas. Esto reduce los niveles de azúcar en sangre en pacientes con diabetes tipo 2.[1]

- Reducción de la producción excesiva de glucosa: Disminuye la glucosa en sangre al suprimir la secreción de glucagón, la liraglutida estimula de forma dependiente de la dosis la secreción de somatostatina, que es un potente supresor de la secreción de glucagón a través de mecanismos paracrinos[11].

- Retraso del vaciado gástrico: Los agonistas de GLP-1 ralentizan el vaciado gástrico como resultado de la reducción de la motilidad gastrointestinal, esto se debe a la expresión de GLP-1R de las neuronas del plexo mientérico del intestino, las cuales cumplen un efecto fisiológico importante sobre la regulación de la motilidad gastrointestinal.[11]

- Sensación de saciedad y una reducción del apetito.

- Aumenta la proliferación de células beta pancreáticas y reduce su apoptosis: En la liraglutida se establecen dos acciones agonistas del GLP-1R: Primero, favorece el crecimiento y la supervivencia de las células beta del páncreas al estimular el sustrato del receptor de insulina 2 (Irs2) por el mecanismo de activación del CREB. Por lo tanto, Irs2 es un sustrato del IGF 1 y del receptor de insulina tirosina quinasa los que promueven el crecimiento, la función y la supervivencia de las células beta del páncreas. Segundo, reducir apoptosis de las células beta se deben a mecanismos de señalización en donde se incluye principalmente el PDX1.[11]

### Interacciones[8]
| Fármaco                                                                      | Resultados de la interacción |
| ---------------------------------------------------------------------------- | --- |
| Paracetamol/acetaminofen, atorvastatina, griseofulvina, Digoxina, Lisinopril | Farmacocinética: La administración de estos fármacos concomitante con liraglutida genera un aumento del tiempo de absorción y una disminución de la concentración absorbida. |
| Sulfonilureas                                                                | Farmacodinamia: Se presenta un aumento del riesgo de hipoglucemias. Al usar liraglutida en tratamiento combinado con sulfonilurea, es aconsejable disminuir la dosis de sulfonilurea para reducir el riesgo de hipoglucemia. Sin una recomendación específica, se aconseja una disminución del 50% de la dosis previa de sulfonilurea cuando el paciente comienza con liraglutida. |
| Insulina                                                                     | Farmacodinamia: Se presenta un aumento de riesgo de hipoglucemia, se recomienda disminuir la dosis de insulina en terapias combinadas con liraglutida en casos de diabetes mellitus tipo 2, en casos de diabetes mellitus tipo 1 no se recomienda la disminución de la dosis de insulina.                                                                                          |

## Uso clínico

### Indicación en niños y adultos
Liraglutida está indicado en asociación con metformina como complemento de la dieta y el ejercicio para lograr un control glucémico en niños con diabetes mellitus tipo 2 a partir de los 10 años de edad. En adultos puede administrarse en monoterapia o combinado con uno o más antidiabéticos orales (sulfonilureas inhibidores del cotransportador de sodio-glucosa tipo 2(SLGT2I) o tiazolidinediona) cuando el tratamiento con metformina no ofrece un control glucémico adecuado.
- Tratamiento combinado con insulina en pacientes que no logran un adecuado control glucémico, con liraglutida y metformina.

- Para reducir el riesgo de muerte cardiovascular en pacientes adultos con diabetes mellitus tipo 2 y alto riesgo cardiovascular acompañado de otras medidas que reduzcan el riesgo cardiovascular. Sin embargo, no se ha demostrado la eficacia de liraglutida para reducir el riesgo de infarto de miocardio no fatal o accidente cerebrovascular no fatal en adultos con diabetes mellitus tipo 2.

### Indicación en obesidad
Saxenda® (liraglutida) está indicado en combinación a una dieta baja en calorías y el aumento de la actividad física, para el manejo crónico del peso en pacientes adultos con un índice de masa corporal (IMC) inicial de 0-30 kg/m2 o superior (obesidad), 0-27 kg/m2 a <30 kg/m2 (sobrepeso) en presencia de al menos una comorbilidad relacionada con el peso como disglucemia (prediabetes y diabetes mellitus tipo 2), hipertensión, dislipidemia, o apnea obstructiva del sueño.

### Efectos adversos[8][12]
| Reacciones adversas a Liraglutida | Reacciones adversas a Liraglutida | Reacciones adversas a Liraglutida                                                                            |
| --------------------------------- | --------------------------------- | --- |
| Sistema implicado                 | Grupo CIOSM                       | Tipo de reacción                                                                                             |
| Metabolismo y nutrición           | Muy frecuente                     | - Hipoglucemia - Anorexia - Disminución del apetito - Deshidratación - Elevación de las enzimas pancreáticas |
| Sistema nervioso                  | Muy frecuente                     | - Dolor de cabeza - Mareo                                                                                    |
| Sistema gastrointestinal          | Muy frecuente                     | - Indigestión - Gastritis - Reflujo gastroesofágico - Malestar abdominal - Estreñimiento - Flatulencia       |
| Sistema gastrointestinal          | Frecuente                         | - Retardo del vaciamiento gástrico - Náuseas - Diarrea - Dispepsia - Distensión abdominal                    |
| Sistema gastrointestinal          | Poco frecuente                    | - Obstrucción intestinal                                                                                     |
| Hígado y vías biliares            | Poco frecuente                    | - Colelitiasis - Colecistitis                                                                                |
| Piel y tejido subcutáneo          | Muy frecuente                     | - Irritación, enrojecimiento y prurito en el sitio de aplicación                                             |
| Piel y tejido subcutáneo          | Poco frecuente                    | - Urticaria                                                                                                  |
| Efectos adversos generales        | Frecuentes                        | - Fatiga - Malestar                                                                                          |

### Contraindicaciones

#### Sobredosis

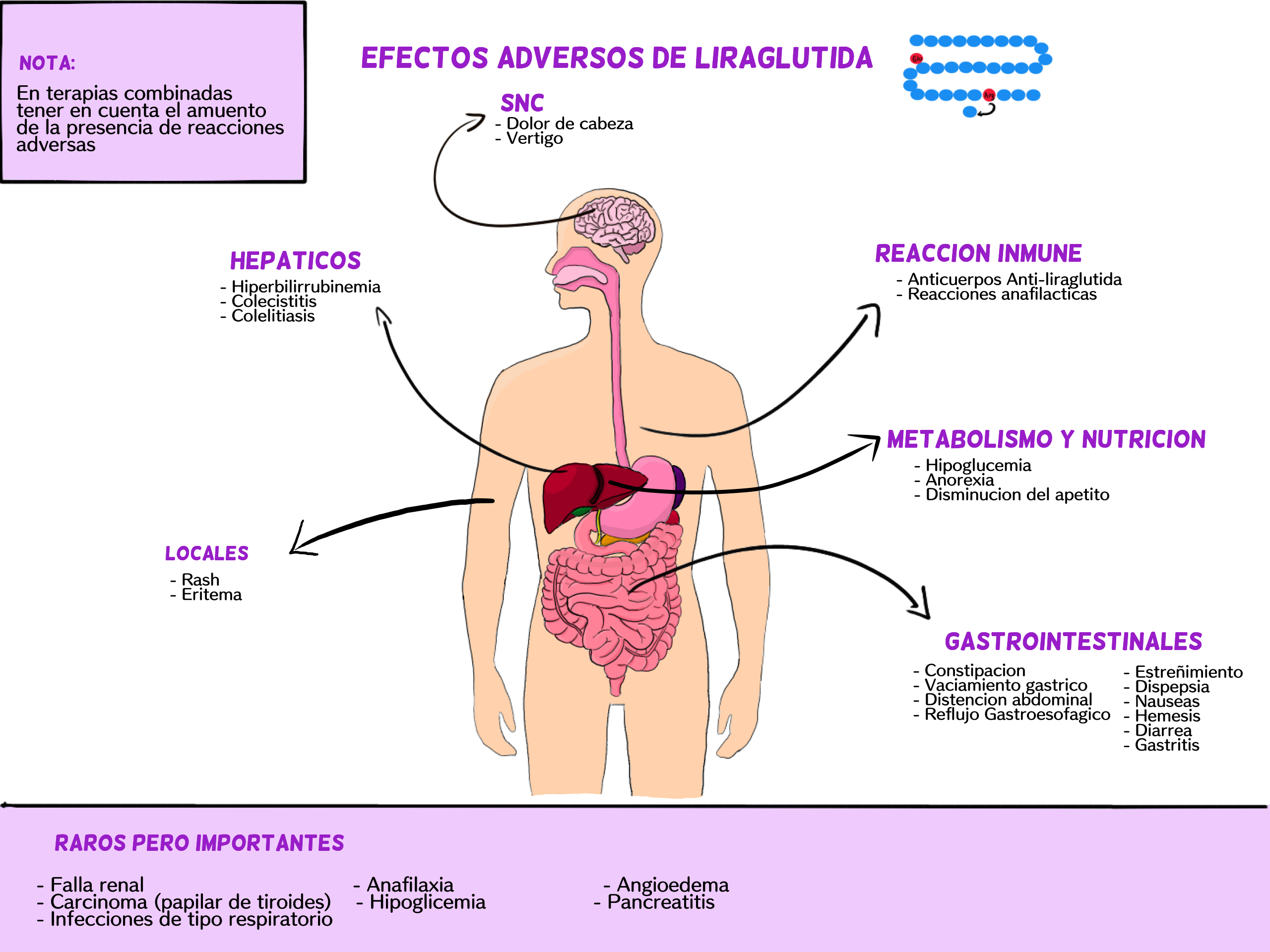
Efectos adversos sistémicos

Durante los ensayos clínicos y la comercialización, se han notificado casos de sobredosis de hasta 40 veces (72 mg) la dosis de mantenimiento prescrita. Los eventos notificados incluyeron náuseas, vómitos, diarrea intensa e hipoglucemia grave.
En caso de sobredosis, se debe iniciar el tratamiento de soporte adecuado en función de los síntomas y signos clínicos del paciente. El paciente debe de observar signos clínicos de deshidratación y se deben monitorizar los niveles de glucosa en sangre.

#### Fertilidad, Embarazo y Lactancia
De acuerdo con la clasificación de riesgo en el embarazo de la FDA La liraglutida se clasifica dentro de la categoría C. 
En estudios animales se ha mostrado toxicidad reproductiva sin efectos nocivos con la fertilidad. Aún se desconoce el riesgo en humanos pero en caso de embarazo debe interrumpirse el tratamiento con liraglutida, en su lugar se recomienda el uso de insulina. En modelos animales han demostrado excreción en leche materna, no debe emplearse liraglutida durante el periodo de lactancia.

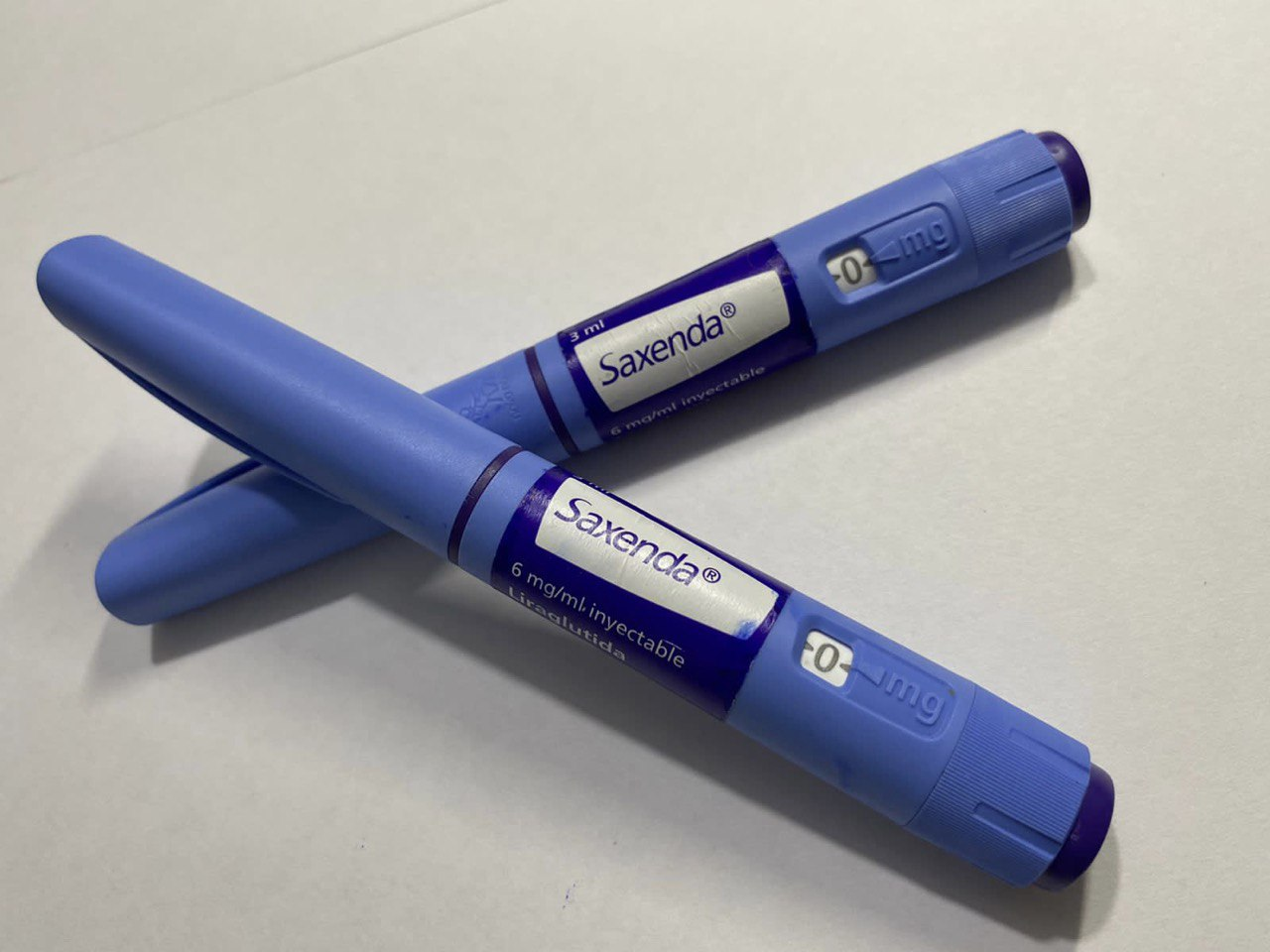
Pluma inyectable de liraglutida Saxenda® - Imagen 5.

#### Presentaciones
Caja la cual contiene 1 pluma prellenada desechable (cartucho vidrio tipo 1, émbolo (bromobutilo), tapón (bromobutilo/piliisopreno) × 3 mil. 

## Controversias
Según el artículo “Liraglutide for weight management” publicado por The British Medical Journal en su boletín de drogas y terapéutica, no es recomendado utilizar liraglutida para la obesidad, dada la poca eficacia, la alta frecuencia de efectos adversos, el inconveniente de una inyección subcutánea diaria y el elevado valor comercial del medicamento.